# Richard Ewart
Richard Ewart (ur. 15 września 1904, zm. 8 marca 1953) – brytyjski polityk, deputowany Izby Gmin.

## Działalność polityczna
Był politykiem Partii Pracy i w  okresie od 5 lipca 1945 do 23 lutego 1950 reprezentował okręg wyborczy Sunderland, a od 23 lutego 1950 do śmierci 8 marca 1953 reprezentował okręg wyborczy Sunderland South w brytyjskiej Izbie Gmin.